# Jerzy Doerffer
Jerzy Wojciech Doerffer (ur. 21 kwietnia 1918 w Łęce Wielkiej, zm. 9 sierpnia 2006 w Sopocie) – polski inżynier, animator polskiego okrętownictwa, profesor zwyczajny i doctor honoris causa kilku uczelni, pracownik naukowy Wydziału Oceanotechniki i Okrętownictwa Politechniki Gdańskiej, rektor tej Uczelni, autor książek z dziedziny okrętownictwa, członek Prezydium Tymczasowej Rady Krajowej PRON w 1982 roku, członek Rady Krajowej PRON w 1983 roku.

## Życiorys
Urodził się w rodzinie Stefana (1877–1939) i Haliny z Panieńskich (1888–1950). Po ukończeniu szkoły powszechnej od 1927 roku uczęszczał do Gimnazjum im. Komeńskiego w Lesznie. W 1932 roku przeniósł się do Gimnazjum św. Marii Magdaleny w Poznaniu, które ukończył w roku 1935, uzyskując świadectwo dojrzałości. W kwietniu 1936 roku rozpoczął studia wyższe w Wolnym Mieście Gdańsku na Danziger Technische Hochschule (obecnie Politechnika Gdańska), na Wydziale Okrętowo-Lotniczym (Fakultät für Schiffs und Flugtechnik). Podczas studiów został przyjęty do polskiej korporacji akademickiej Rosevia. W sierpniu 1939 roku wyjechał na praktykę do stoczni w Anglii. Zastał go tam wybuch II wojny światowej. W 1942 roku ukończył studia na Uniwersytecie w Glasgow. Po wojnie uzyskał drugi dyplom na Wydziale Budowy Okrętów Politechniki Gdańskiej w 1950 roku, a w 1960 roku stopień doktora nauk technicznych na podstawie pracy Wpływ wielkości budowanych statków na podstawowe urządzenia techniczne stoczni (promotor - prof. Aleksander Potyrała).
Uczestniczył m.in. w:
- odbudowie, modernizacji i rozbudowie stoczni produkcyjnych i remontowych;
- opracowywaniu nowych procesów technologicznych budowy dużych statków pełnomorskich i doków pływających, które miały na celu łączenie metodą połówkową statków w Stoczni Gdynia oraz metodą segmentową doków na wodzie w Gdańskiej Stoczni Remontowej;
- projektowaniu i budowie konstrukcji i technologii jednostek pływających z tworzyw sztucznych wzmacnianych włóknem szklanym, przeznaczonych dla ratownictwa okrętowego oraz jednostki rybactwa i Marynarki Wojennej;
- opracowywaniu nowych procesów technologicznych remontów statków, polegających na całkowitej wymianie poszycia dna zewnętrznego, przebudowie statku typu OBO na zbiornikowiec kwasu fosforowego oraz przedłużaniu kadłubów statków.

Od 1948 roku był związany z Politechniką Gdańską. Zorganizował i kierował Katedrą i Zakładem Technologii Okrętów i Organizacji Przemysłu Okrętowego. Utworzył specjalność technologia okrętów, wypromował pierwszych w Polsce doktorów w tej dziedzinie. W latach 1981–1984 pełnił funkcję rektora Politechniki Gdańskiej, na której pracował do przejścia na emeryturę w 1988 roku.
W 1993 roku zorganizował Forum Okrętowe (Związek Pracodawców Przemysłu Okrętowego) i czterokrotnie (w latach 1993-2003) wybierany był jego przewodniczącym. Od 2003 roku pełnił funkcję honorowego przewodniczącego Forum. Forum Okrętowe jako pierwsza organizacja z krajów byłego bloku socjalistycznego zostało przyjęte w 1995 roku do Association of European Shipbuilders & Shiprepairers.
W 2000 roku wystąpił w dokumentalnym filmie Krzysztofa Magowskiego pt. Świat moich wujków.

Od 11 listopada 1947 roku był żonaty z Marią Teresą Meissner (ur. 1929), miał czworo dzieci i ośmioro wnucząt.

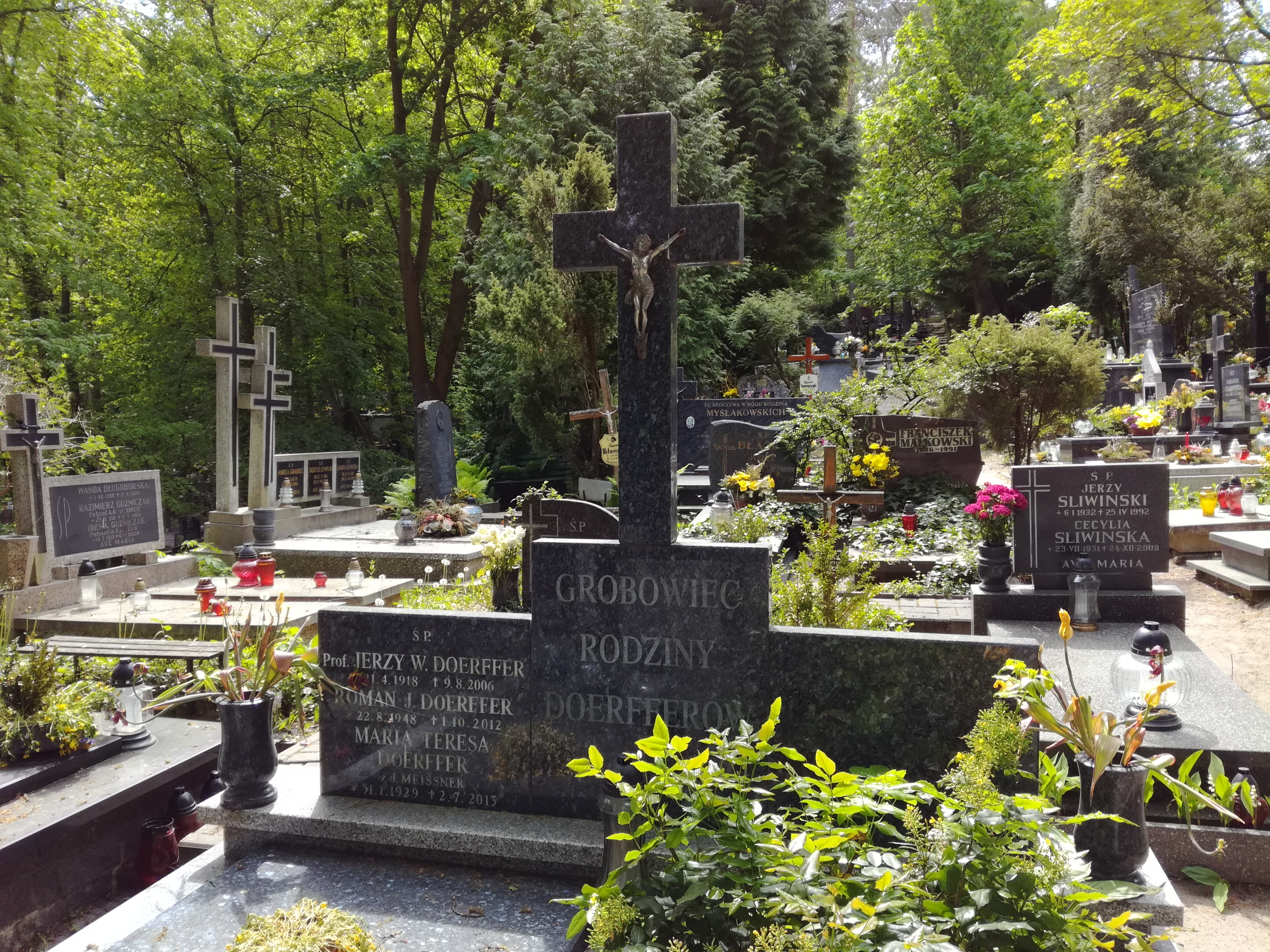
Grób prof. Jerzego Doerffera na cmentarzu katolickim w Sopocie

Zmarł w Sopocie, pochowany na cmentarzu katolickim w Sopocie (kwatera C1-3-1).

## Najważniejsze prace
- Trasowanie okrętowe,
- Technologia budowy kadłubów okrętowych,
- Technologia remontu kadłubów okrętowych,
- Organizacja produkcji w stoczniach (współautor),
- Technologia wyposażania statków,
- Oil Spill Response in Maritime Environment,
- Życie i pasje. Wspomnienia, tom I, II,III.

## Nagrody i odznaczenia
Był doktorem honoris causa następujących uczelni:
- Leningradzkiego Instytutu Budowy Okrętów w Leningradzie (1970)
- Uniwersytetu w Glasgow (1983)
- Uniwersytetu w Rostocku (1987)
- Politechniki Gdańskiej (1988)[7]
- Akademii Marynarki Wojennej (2002)[8]
- Politechniki Szczecińskiej (2003)[9]

Za wszechstronną działalność otrzymał szereg wyróżnień i medali krajowych i zagranicznych, a także: Nagrodę Państwową I stopnia (1970), Krzyż Komandorski z Gwiazdą Orderu Odrodzenia Polski (1998), Order Sztandaru Pracy I klasy, Medal „Za zasługi dla obronności kraju”, złoty medal Froude’a za wybitne osiągnięcia w technologii okrętowej, członek honorowy SIMP, Medal św. Wojciecha (2005) mu za zasługi dla rozwoju nauki i techniki.
Profesor Jerzy Doerffer został również członkiem honorowym Stowarzyszenia Inżynierów i Techników Mechaników Polskich , co świadczy o jego znaczącym wkładzie w rozwój okrętownictwa oraz promocję inżynierii mechanicznej w Polsce.